# Марчук Василь Васильович
Васи́ль Васи́льович Марчу́к (нар. 10 лютого 1961 Торговиця) — Заслужений діяч науки і техніки України (2010), доктор історичних наук, професор, завідувач кафедри політології Прикарпатського національного університету ім. Василя Стефаника.

## Життєпис
Марчук Василь Васильович народився 10 лютого 1961 року в селі Торговиця Городенківського району Івано-Франківської області, де і закінчив середню школу. Вищу освіту здобув на історичному факультеті Кам’янець-Подільського державного педагогічного інституту ім. В. Затонського (1982). Закінчив аспірантуру при Київському державному педагогічному інституті ім. М. Горького (1988).
З 1988 року працює в Івано-Франківському педагогічному інституті імені Василя Стефаника (нині Прикарпатський національний університет імені Василя Стефаника) асистентом, доцентом кафедри історії України, завідувачем кафедри політичних інститутів та процесів, професором.
Лауреат районної премії імені Леся Мартовича 2010 року за видання історико-етнографічного нарису «Покуття».